# Олена Пчілка
О́льга Петрі́вна Ко́сач, до шлюбу Драгома́нова, відома під псевдонімом Оле́на Пчі́лка; 17 (29) червня 1849, Гадяч, Полтавська губернія — 4 жовтня 1930, Київ) — українська письменниця, меценатка, перекладачка, етнографка, фольклористка, публіцистка, громадська діячка (учасниця національно-визвольного та феміністичного рухів), член-кореспондент Всеукраїнської академії наук (1925). В 1887 році з Наталією Кобринською видала у Львові першу в Україні феміністичну збірку: альманах «Перший вінок».
Мати поетеси Лесі Українки, Михайла Косача, Ольги Косач-Кривинюк, Оксани Косач, Миколи Косача та Ізидори Косач-Борисової (у шлюбі з Петром Косачем), старший брат — проф. Михайло Драгоманов.

## Життєпис

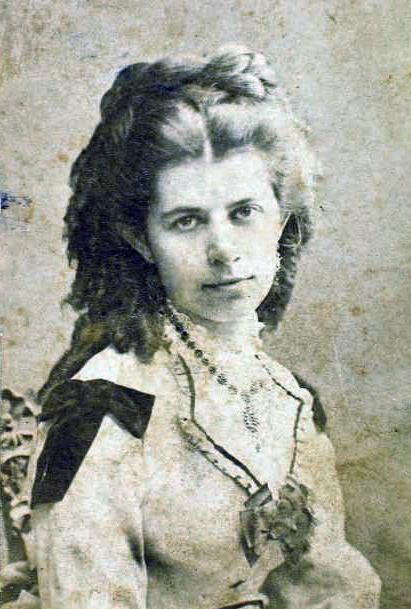
(1865) Олена Пчілка у ~17 років

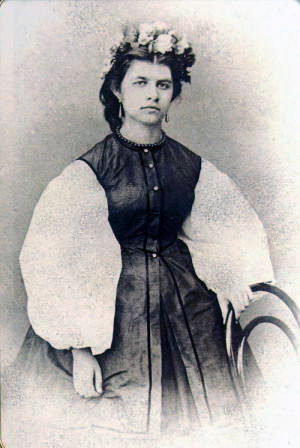
(1867) Ольга Пчілка (Драгоманова) у ~20 років

Народилася 17 (29 червня) (на могильній плиті вказана дата 17.VII.1849) 1849 року в місті Гадяч Полтавської губернії, в родині небагатого поміщика, дворянина Петра Якимовича Драгоманова. Загальновживана версія дати народження це 17 липня. Проте ця дата суперечить документам родини Драгоманових та спогадам доньки, які вказують дату 17 червня (29 червня). Метричний запис про народження і хрещення подає дату 29 червня (11 липня). Пізніше цієї дати, Олена не могла народитися.
З розповідей про місця свого дитинства: «Була та гадяцька садиба на високій, крутій горі і спускалася до річки Псла. Під самим Гадячем впадає у Псьол річка Грунь і разом з водами Псла оточує великий острів з кучерявими вербами, а поза островом розстеляється зелена долина, поки не замика її на обрію великий вічнозелений бір сосновий… Дивлячись з нашого вікна на все те поєднання гір, води і зеленощів, я завжди думала, що се чи не найкращий на всю Полтавщину краєвид, — а вона ж має так багато чудових куточків».
Походила зі славетного роду Драгоманових, відомого ще з часів Гетьманщини. Предки її були на дипломатичній службі у Богдана Хмельницького. Дядько, декабрист Яків Драгоманов, помер на засланні у Сибіру. Батько мав юридичну освіту, захоплювався літературою, писав вірші, оповідання, збирав народну творчість. У своїй юридичній практиці «держав руку „дрібноти“, усяких людей козацького роду». З гордістю за своїх батьків Олена Пчілка говорила, що в той темний, жорстокий час, коли повновладно панувало деспотичне право, в їхній сім'ї ні з кого не знущались, нікого не карали, і діти виростали, не бачивши ніяких диких сцен розправи сильного з підвладним, а наставляло на добрий розум їх лише спокійне і лагідне слово.
Початкову освіту здобула вдома. Дітей гляділа й виховувала мати, Єлизавета Драгоманова. «Українська течія — се було наше природне оточення… Щодо пісень українських, — згадувала Олена Пчілка, — то не знаю, чи ще в якому панському домі співано їх так багато, як у нас». Мати мала гарний голос, знала безліч пісень і співала їх дітям. Підрісши до «книжної науки», діти продовжували вчитися у батька.
З 12-ти років навчалась у Зразковому пансіоні для благородних дівиць, власницею якого була А. Ганф-Нельговська, на розі Великої Володимирської та Бульварної вулиць, між Першою та Другою чоловічими гімназіями. Пансіон пані Нельговської за словами Ольги Драгоманової “уважався одним з найкрасших жіночих учебних закладів у Києві, курс науки був у єму однаковий з інститутським, а вчителями були самі лучші професори з гімназій мужеських”. Вчили там серед інших дисциплін російську, французьку і німецьку мови й літератури, історію, географію, природознавство, педагогіку, чистописання, малювання. Крім того, класні дами навчали світським манерам, танцям, музиці, рукоділлю.
28 липня (9 серпня) 1868 року в с. Пирогово обвінчалася з Петром Косачем. Свідками з боку молодого були Володимир Антонович і Василь Кістяківський, з боку молодої — Олександр Кістяківський і Михайло Драгоманов. У подружжя народилося шестеро дітей: Михайло (1869–1903), Лариса (1871–1913), Ольга (1877–1945), Оксана (1882–1975), Микола (1884–1937), Ізидора (1888–1980).
Влітку 1868 року виїхала у Звягель з чоловіком Петром Косачем до місця його служби, де, займаючись етнографією, записувала пісні, обряди, народні звичаї, збирала зразки народних вишивок. 25 лютого 1871 року народила дочку Ларису, яка ввійшла в українську та світову літературу як Леся Українка. Загалом виростила двох синів і чотирьох дочок.
З 1925 року, разом з родинами доньок Ольги та Ізидори, жила в Києві, по вул. Овруцька, 6.
Померла 4 жовтня 1930 року. Похована 7 жовтня в Києві на Байковому кладовищі поруч з донькою, чоловіком та сином.
Марія Туркало згадувала, що у день похорону вся вулиця перед будинком була повна людей, а сам похорон відбувався в тиші.

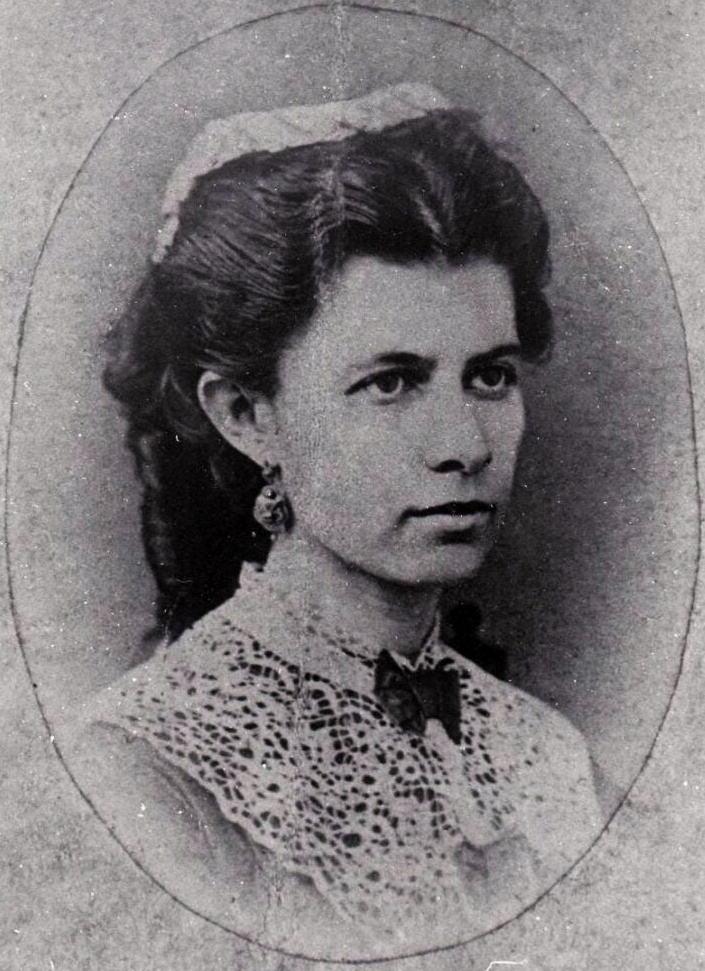
(1871) Олена Пчілка у ~22 роки
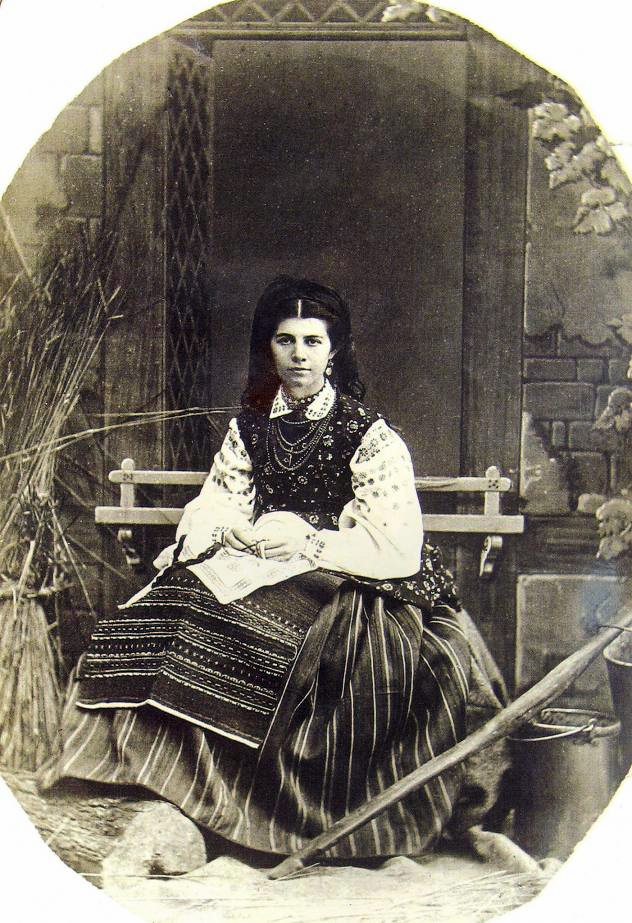
Олена Пчілка у волинському строї. 1875 рік
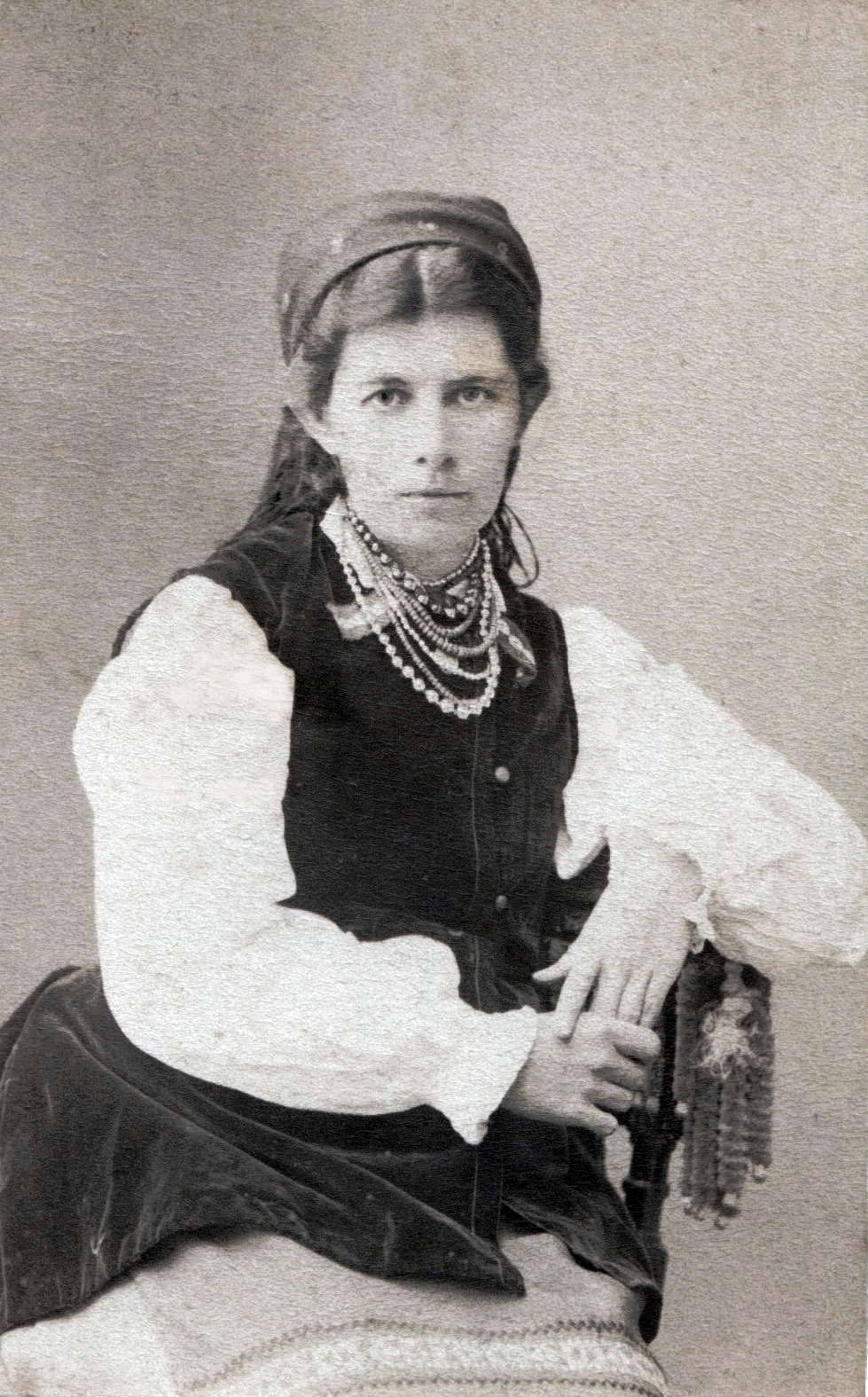
Олена Пчілка. Київ, 1880-ті рр.
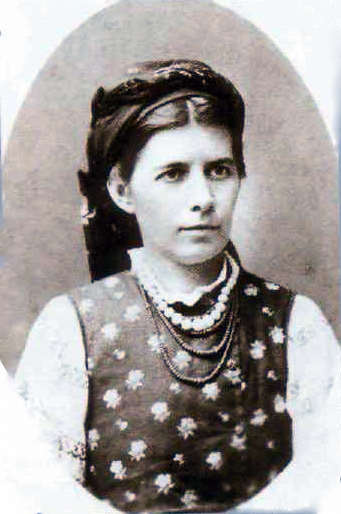
Олена Пчілка, 1880-ті - 1890-ті рр.
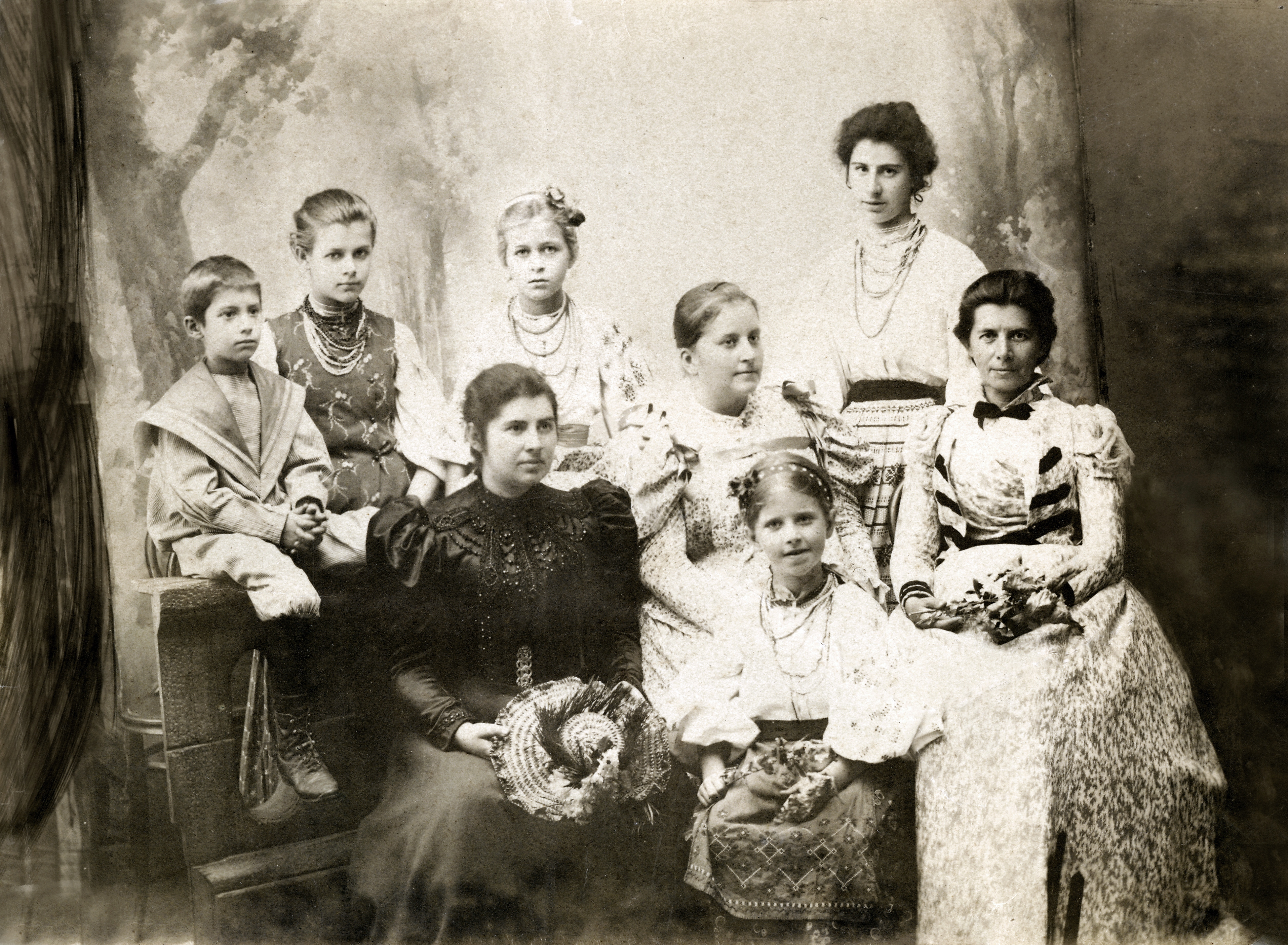
Драгоманови й Косачі у 1890-х. Сидять, зліва направо: Світозар, Лідія, Олександра (дружина О. Драгоманова) з донькою Оксаною, Олена Пчілка. Стоять, зліва направо: Оксана й Ізидора та Аріадна
Олена Пчілка з Людмилою Старицькою-Черняхівською та її донькою Веронікою. 1927 рік.

## Діяльність

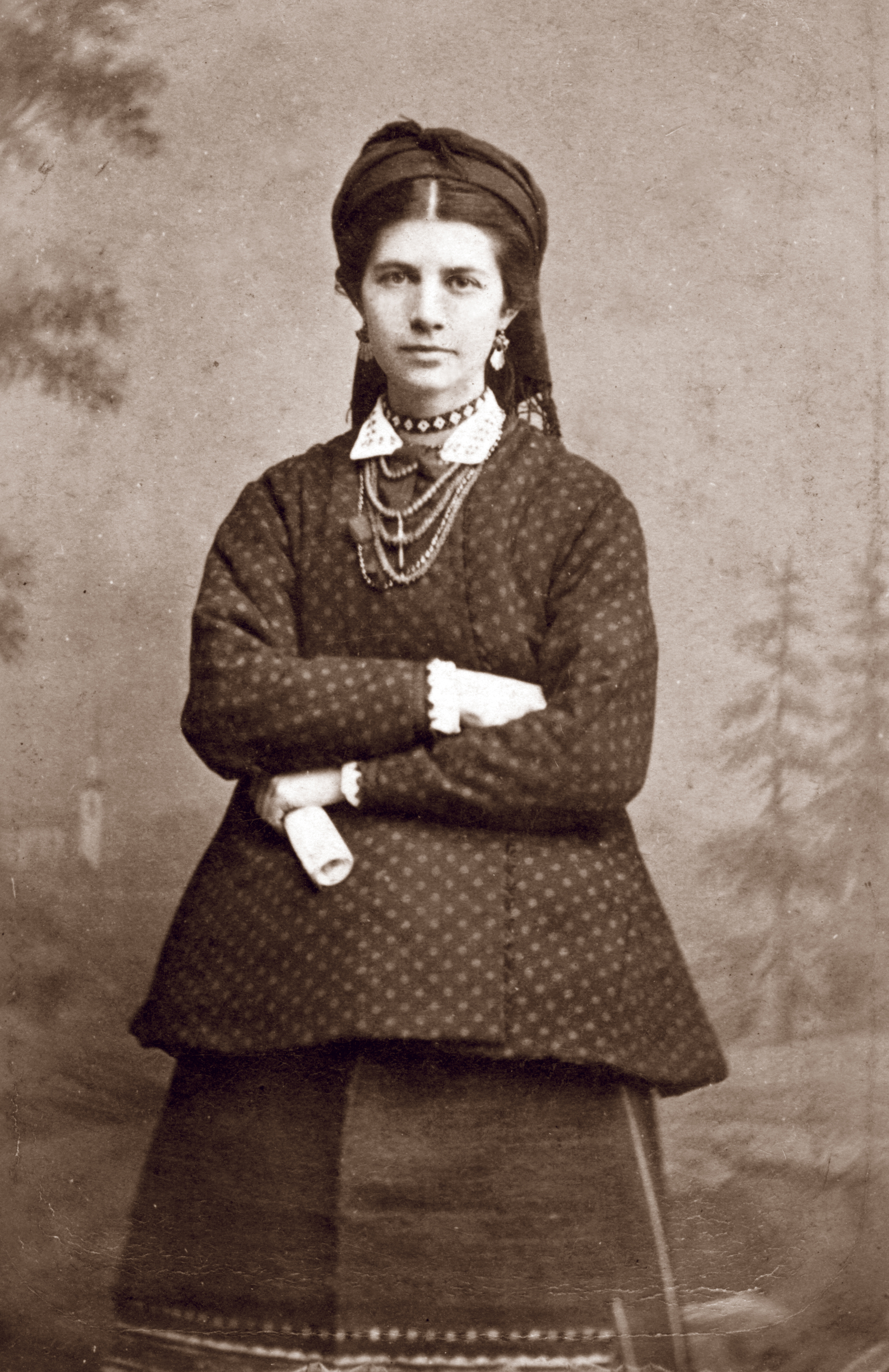
Олена Пчілка. 1870-ті роки

Творчий шлях розпочала перекладами поезій Пушкіна і Лермонтова. З виходом у 1876 році у Києві книжки «Український народний орнамент» Олена Пчілка здобула славу першої в Україні знавчині цього виду народного мистецтва. В 1880 році Пчілка видала своїм коштом «Співомовки» Степана Руданського, а за рік вийшла збірка її перекладів з творів Гоголя, Пушкіна й Лєрмонтова «Українським дітям» (1881). З 1883 року почала друкувати вірші та оповідання у львівському журналі «Зоря», першою була збірка поезій «Думки-мережанки» (1886). Одночасно брала діяльну участь в українському жіночому русі, та разом з Наталією Кобринською видала у Львові альманах «Перший вінок» (1887).
Навесні 1879 року Ольга Косач з дітьми приїхала в Луцьк до чоловіка, якого перевели (понизили) на посаду голови Луцько-Дубенського з'їзду мирових посередників через українофільство та зустріч родини Косачів з Михайлом Драгомановим на Всесвітній виставці в Парижі. У Луцьку вона вступила в драматичне товариство, а гроші, зібрані від спектаклів, запропонувала використати для придбання українських книг для клубної бібліотеки.

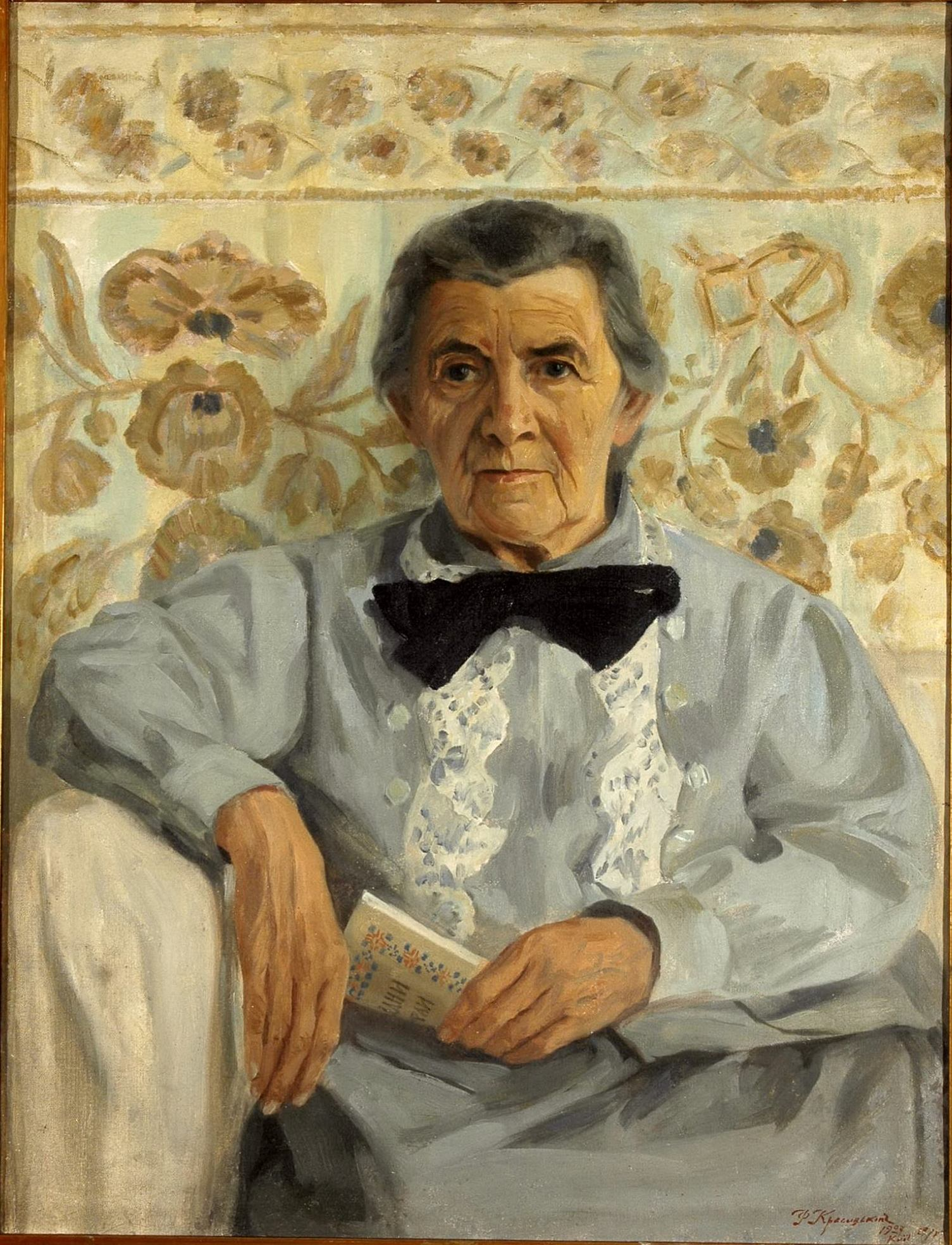
Портрет Олени Пчілки. Худ. Фотій Красицький, 1927 р. Полотно, олія.

У 1890-х роках жила в Києві на Маріїнсько-Благовіщенській вулиці, 97 (нині вул. Саксаганського).
1903 року на відкритті пам'ятника Іванові Котляревському у Полтаві Олена Пчілка єдина з представників підросійської України виступає українською мовою, порушуючи встановлену царською владою категоричну заборону.
В 1905 році Олена Пчілка — серед чотирьох делегатів української інтелігенції у Санкт-Петербурзі на перемовинах з царським прем'єром графом Сергієм Вітте безрезультатно домагалася скасування багаторічної заборони на україномовний друк і шкільництво.
Вона гостро звинувачує царський режим в трагічній події у Великих Сорочинцях в грудні 1905 року.
У 1906—1914 роках — видавниця журналу «Рідний Край» з додатком «Молода Україна» (1908—1914), «Газети Гадяцького земства» (з 14 грудня 1917 року - "Рідний край" (травень 1917 — лютий 1918).
|  | Я з місяця в місяць докладала своїх грошей і живилась надією, що становище ж таки покращає; мабуть читачі боялися передплачувати журнал, бо були такі, що прохали пересилати їм журнал на чуже ім'я, боячись репресій на службі за передплату українського журналу. Боляче було і матеріально, і морально, але не хватало сили справу кинути й видання припинити. |

Національні і соціальні мотиви становили основний зміст творів Олени Пчілки, в яких вона виступала проти денаціоналізації, русифікації, проти національного і політичного гніту, проти чужої школи з її бездушністю та формалізмом, показувала, як національно свідома українська молодь в добу глухої реакції шукала шляхів до визволення свого народу.
У 1920 році, за більшовиків, під час святкування дня народження Тараса Шевченка у Гадяцькій гімназії, Олена Пчілка огорнула погруддя поета синьо-жовтим стягом. І коли розлючений комісар Крамаренко зірвав прапор, обурено скандувала: «Ганьба Крамаренкові!». Переповнена зала дружно підтримала її.
За антибільшовицькі виступи заарештована в Гадячі. Після звільнення з арешту виїхала до Могилів-Подільського, де перебувала до 1924 року, а відтоді до смерті жила в Києві, працюючи в комісіях Української академії наук, членом-кореспондентом з 1925 року.

## Бібліографія

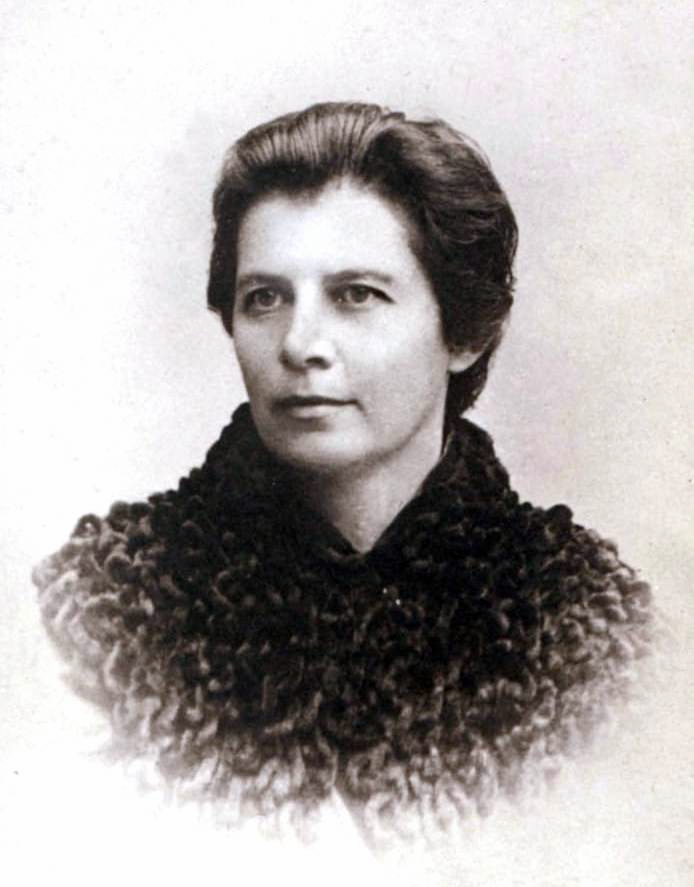
Олена Пчілка. 1896 рік.

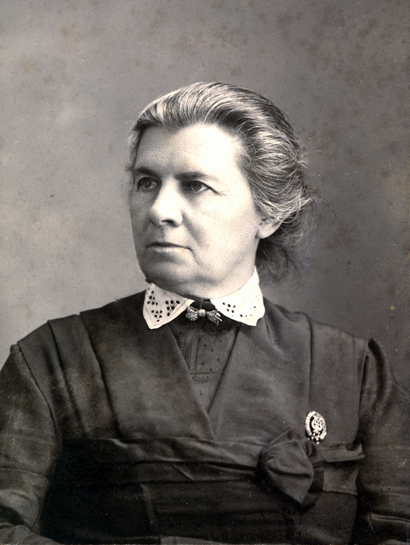
Олена Пчілка, 1910-ті

## Пам'ять
На честь Олени Пчілки названо:
- Волинську обласну наукову бібліотеку імені Олени Пчілки у місті Луцьку та бібліотеку імені Олени Пчілки для дітей у Києві.
- 1993 — вулицю Олени Пчілки в Києві.
- 2011 —  в Луцьку біля обласної наукової бібліотеки імені Олени Пчілки відкрито перший в Україні пам'ятник-погруддя Олени Пчілки[18]. Автор погруддя — Микола Обезюк, автор пам'ятників Лесі Українці в Луцьку та Новоград-Волинському. Пам‘ятник споруджено на кошти волинян.
- 26 курінь пластунів УПЮ імені Олени Пчілки.
- 2015 — вулицю у Нижньодніпровському районі міста Дніпра — вулиця Олени Пчілки.
- На честь Олени в Гадячі встановлено пам'ятну дошку в Урочищі Зелений Гай, де мешкала родина Драгоманових.

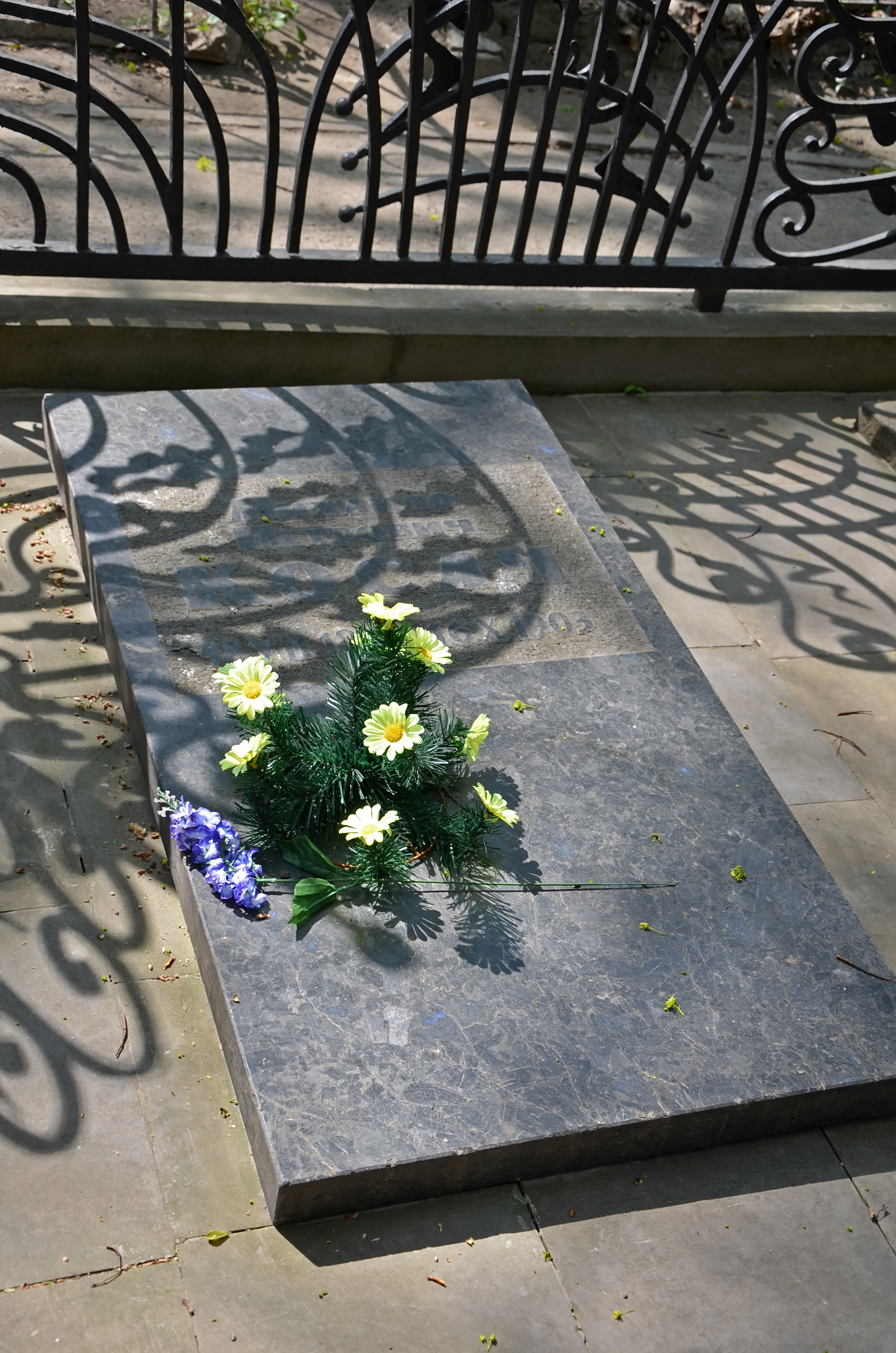
Могила Михайла Петровича Косача (сина Олени Пчілки) на Байковому кладовищі
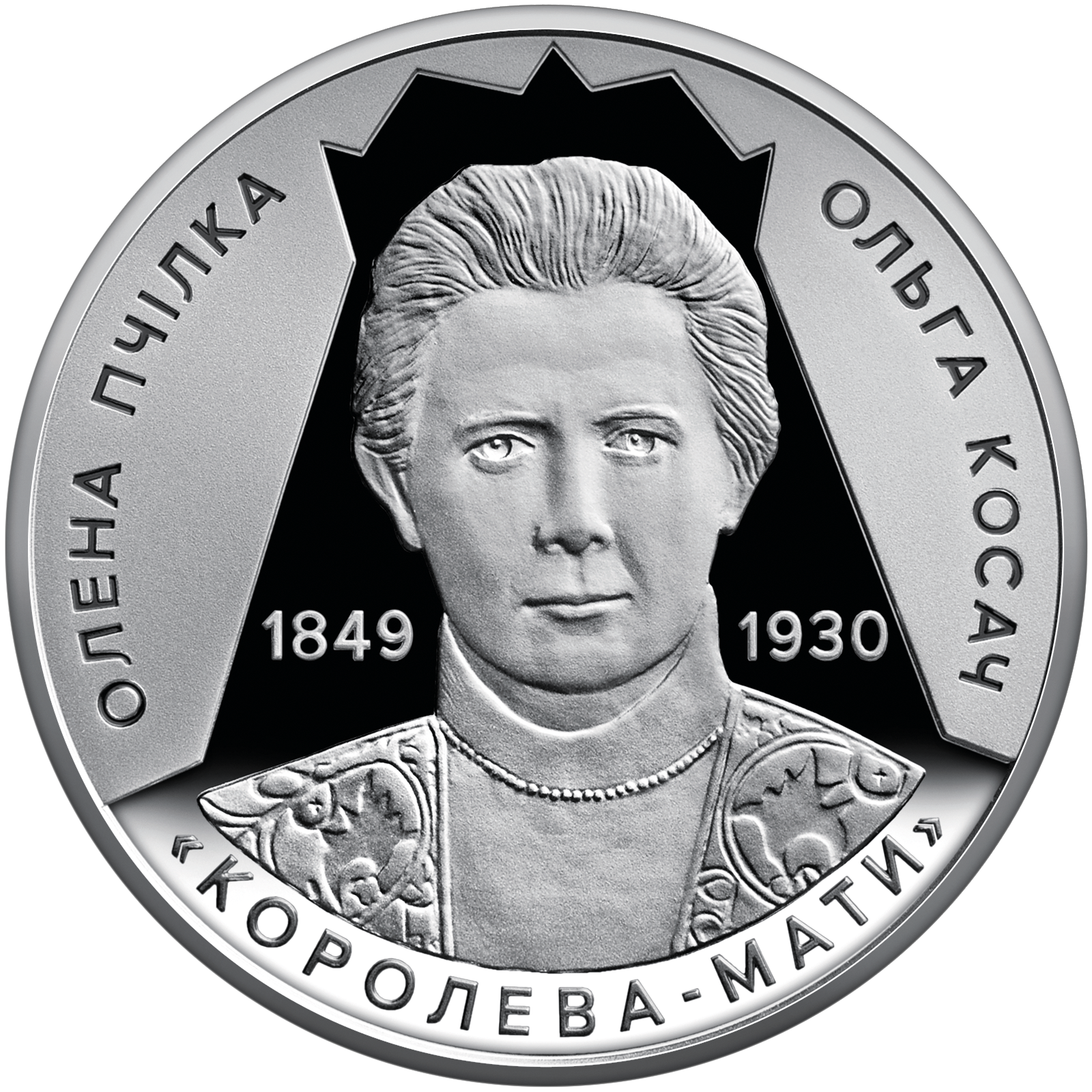
Реверс пам'ятної монети "Світло добра і любові (Олена Пчілка 1849 – 1930)"